# Robin Olsen

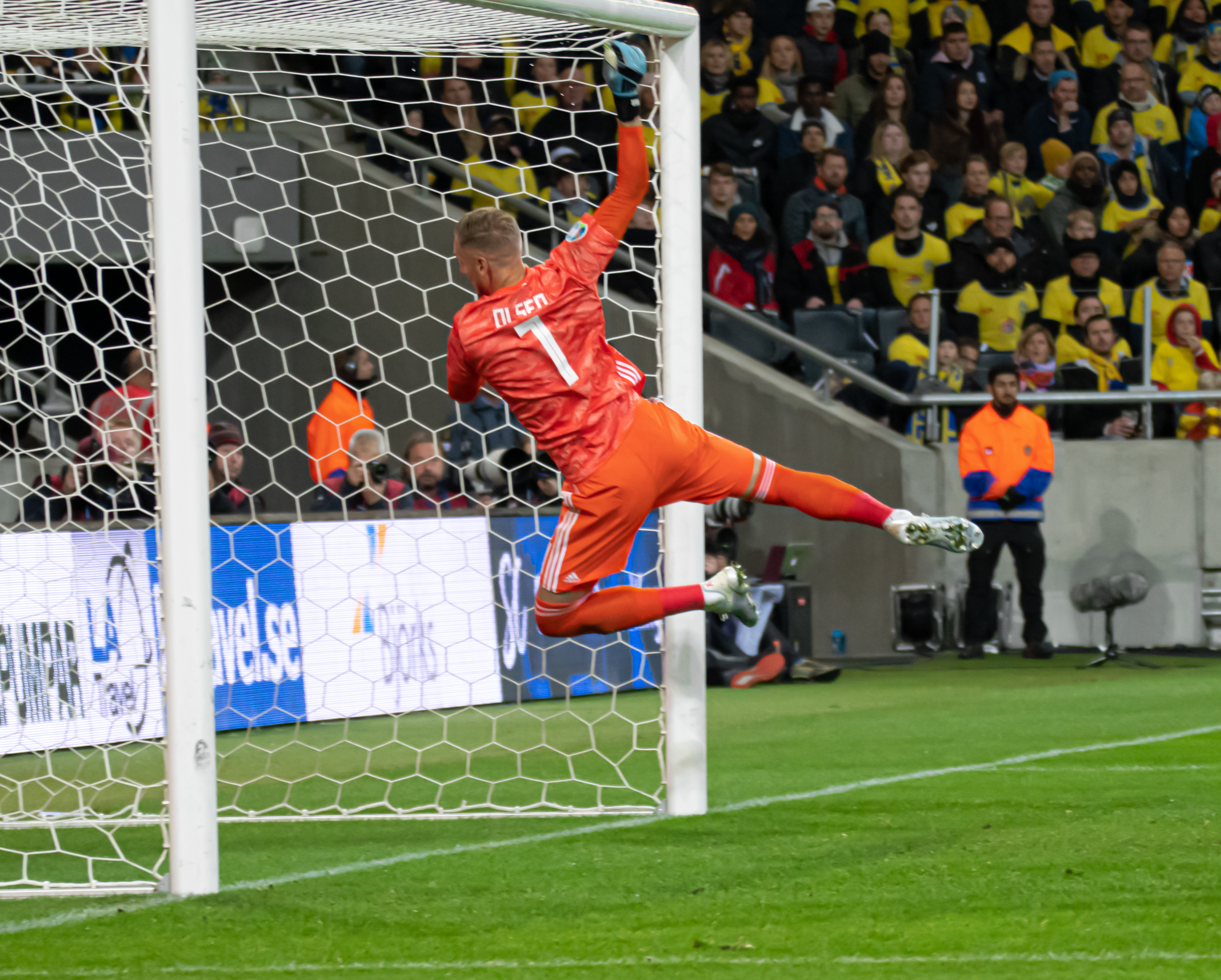
Olsen mot Spanien 2019

Robin Patrick Olsen, född 8 januari 1990 i Västra Skrävlinge församling i Malmö, är en svensk fotbollsmålvakt som spelar för Malmö FF. Han representerar även det svenska landslaget.

## Klubbkarriär

### Tidig karriär
Olsen började spela fotboll i Malmö FF som sjuåring. Efter några år gick han till BK Olympic. Efter en säsong bröt sig laget ur klubben och blev FC Malmö.  
Han gick därefter till Bunkeflo IF, där han var A-lagsreserv, och fick sitta på bänken under några matcher i Superettan 2007. Bunkeflo blev senare LB07 och ramlade ner i division 1, där Olsen var förstemålvakt. Olsen fick här Janne Möller som målvaktstränare. 
Under träning fick han en knäskada som omöjliggjorde mer spel för LB07. Efter skadan lånades han ut till Bunkeflo FF i division 5 under 2010. Säsongen efter gick han till IFK Klagshamn som han hjälpte upp till division 1.

### Malmö FF
I oktober 2011 skrev Olsen på ett treårskontrakt för Malmö FF, med start från säsongen 2012. Olsen debuterade för MFF i Allsvenskan den 1 oktober 2012 i en bortamatch mot Syrianska FC där förstamålvakten Johan Dahlin var avstängd. Olsen höll nollan och MFF vann matchen med 2–0. Säsongen 2013 spelade Olsen totalt 10 matcher, när MFF vann SM-guld 2013. Till säsongen 2014 såldes Johan Dahlin och Olsen tog över som förstemålvakt.

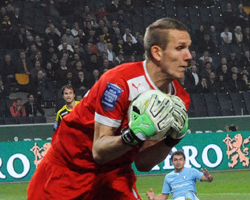
Olsen spelar mot AIK på Friends Arena, 2013

Olsen var med och tog SM-guld 2014 och spelade i gruppspelet i Uefa Champions League.

### PAOK
I juli 2015 värvades Olsen av grekiska PAOK, där han skrev på ett fyraårskontrakt. Sejouren blev kortvarig och Robin Olsen,  spelade 11 av Paoks 19 ligamatcher under höstsäsongen.

### FC Köpenhamn
Den 26 januari 2016 lånades Olsen ut till danska FC Köpenhamn på ett låneavtal över resten av säsongen. Den 24 maj 2016 skrev Olsen på ett fyraårskontrakt och blev klar för en permanent övergång till klubben.
Väl i Danmark blev den svenska landslagsspelaren en viktig pjäs. Han blev framröstad till årets bästa målvakt i Danmark 2016.
Olsen var under sin tid i FCK med och vann två raka danska liga- och cuptitlar. 2017 slog Olsen också ett rekord med 19 hållna nollor i danska Superligan.
Men säsongen 2017/18 gick det sämre i ligan  för klubben. De tog sig heller inte vidare i Uefa Champions League, och åkte ut mot Atlético Madrid i Uefa Europa League i februari 2018. Olsen stod i den första matchen på Parken och släppte in fyra mål. Olsen skadade sedan nyckelbenet 28 februari 2018 och blev borta resten av säsongen. Olsen hann dock spela en sista ligamatch för FCK 18 maj 2018 i 0-2-förlusten mot FC Midtjylland.

### Roma
I juli 2018 värvades Olsen av italienska Roma, där han skrev på ett kontrakt som sträckte sig över fem år fram till 2023. Han värvades som ersättare till Alisson som lämnat klubben för Liverpool.
FC Köpenhamns-tränaren Ståle Solbakken hade sedan tidigare bekräftat att Roma betalade 120 miljoner kronor för Robin Olsen. Han blev därmed den dyraste svenska målvakten genom tiderna.
Olsen debuterade för Roma när laget mötte Barcelona i en träningsmatch i Dallas, USA, 1 augusti 2018. Han fick hålla nollan i Serie A debuten borta mot Torino.
Den svenske landslagsmålvakten var given förstemålvakt i AS Roma från det att han anlände fram till och med den 31 mars 2019. Då förlorade laget med 4–1 hemma mot Napoli. Det var nye tränaren Claudio Ranieris tredje match sedan han tog över efter sparkade Eusebio Di Francesco. Olsen gjorde 35 matcher (27 i Serie A) under sin enda säsong i Roma, och förlorade sin plats som förstemålvakt i klubben till spanjoren Pau López.

#### Utlåningar
Den 30 augusti 2019 lånades Olsen ut till Cagliari på ett låneavtal över säsongen 2019/2020. Han debuterade i 1-2-förlusten mot Inter 1 september 2019, och spelade totalt 17 matcher med Cagliari. Klubben var skyldig att betala Roma en bonus på 900 000 euro, om Olsen spelade i 18 ligamatcher.
Den 5 oktober 2020 lånades han ut till engelska Everton på ett låneavtal över säsongen 2020/2021.
Olsen fick debutera när Everton mötte Newcastle på bortaplan 1 november 2020. Trots ett par fina parader från Olsen blev det förlust för Carlo Ancelottis lag med 2-1. Det blev totalt 7 matcher i Premier League samt 3 FA-cupmatcher och en match i ligacupen.
6 mars 2021 blev Olsen och hans familj utsatta för ett brutalt inbrott. De blev attackerade med machete i hemmet. Många av spelarna från storklubbarna bodde i området runt Altrincham där Olsen attackerades. Tidigare hade området av Sunday Times nominerats till det bästa stället att bo på i England. Olsen tvingades lämna över värdefulla smycken, en klocka och andra värdesaker. Kassaskåpet som rånarna fick honom att öppna hittades senare dumpat på en parkeringsplats.
4 juni 2021 meddelade Everton att Olsen lämnat klubben och återvänt till Roma. Hans sista match i Everton blev mot Brighton 12 april 2021. Den engelska landslagsmålvakten Jordan Pickford förblev Evertons förste målvakt. 
Den 1 september 2021 blev Olsen klar för Sheffield United på lån. I hans debut 14 september 2021 stod Olsen för ett misstag som ledde till mål för Preston. Olsen startade totalt 11 matcher i den Engelska andradivisionen. Olsens sista match för Sheffield United blev en 1-3 förlust mot Blackburn den 6 november 2021. Efter VM-kval förlusterna samma månad mot Georgien och Spanien, kom Olsen tillbaka till klubben muskelskadad, och målvakten Wes Foderingham klev in och gjorde bra insatser.. 

### Aston Villa
Den 18 januari 2022 blev Olsen klar för en utlåning till Premier League-laget Aston Villa, där han skrev på ett kontrakt över resten av säsongen 2021/2022. I Aston Villa blev han reserv bakom Argentinas landslagsmålvakt Emiliano Martinez. Olsen gjorde sin ligadebut för Aston Villa i säsongens sista match mot Manchester City 22 maj 2022. Manchester City vann Premier League efter att i sista omgången ha besegrat Aston Villa med 3-2. Efter slutsignalen stormade Manchester-lagets supportrar planen, och då attackerades Olsen och fick slag på sig.
Den 4 juni 2022 blev övergången till Aston Villa permanent och Olsen lämnade Roma för en övergångssumma på 36 miljoner kronor.
När Martinez utgick skadad 29 oktober 2022 i matchen mot Newcastle, fick Olsen chansen. Men han släppte in fyra mål i bortaförlusten. Nästa gång Olsen fick chansen var mot Manchester United på Old Trafford i ligacupen 10 november 2022. En felpass från Olsen gav Bruno Fernandes möjligheten att göra ledningsmålet med kvarten kvar att spela, och Aston Villa blev utslagna med 4-2. 
På juldagen 2022 blev Olsen prisad som ”Årets målvakt” i Sverige, då han tog hem utmärkelsen för sjunde året i rad. På Annandag jul fick Olsen, åter chansen från start i mötet med Liverpool till följd av att Argentinas VM-målvakt Martinez vilade. Olsen fick släppa in tre mål när Aston Villa förlorade. På Nyårsdagen höll den svenske målvakten nollan när Aston Villa besegrade Tottenham Hotspur på bortaplan. 8 januari 2023 åkte Aston Villa ur FA-cupen när de blev utslagna av League Two-klubben Stevenage, återigen efter ett avgörande misstag av Olsen, där ett skott utifrån slank in vid första stolpen.
27 augusti 2023 startade Olsen sin första ligamatch för säsongen. Aston Villa besegrade nykomlingen Burnley med 3-1.
3 april 2024 fick Olsen chansen från start mot Manchester City, som blev hans andra start i Premier League för säsongen. Det blev fyra insläppta mål, men av den engelska tidningen Daily Mail fick Olsen högst betyg.
27 april 2024 blev Olsen inbytt i andra halvlek i mötet mot Chelsea. Han fick släppa in två mål, men räddade ett friläge på övertid, och matchen slutade 2-2.
I en försäsongsmatch mot RB Leipzig den 1 augusti 2024 fick Olsen utgå efter 30 minuters spel på grund av en huvudskada. Olsen fick komma in i halvtid och gjorde säsongsdebut när hans Aston Villa mötte Chelsea i Premier League den 1 december 2024.  Den 25 februari 2025 fick Olsen göra sitt andra framträdande i Premier League för säsongen, då han ersatte Emiliano Martínez, som tvingades av skadad mot Crystal Palace i halvtid. Olsen fick släppa in tre mål, men var delaktig i uppbyggnaden av Aston Villas enda mål i matchen som slutade med en 4-1 förlust. Olsen gjorde sin tredje Premier League-match för säsongen och höll nollan, då det blev seger med 1-0 mot Brentford den 8 mars 2025. Den 25 maj 2025 kom Olsen in i den avslutande Premier League-matchen för säsongen mot Manchester United, efter att Martinez blivit utvisad. Det blev Olsens sista framträdande för Aston Villa.

### Återkomst i Malmö FF
Den 26 maj 2025 meddelade Malmö FF att Olsen var klar för en återkomst i klubben från och med den 8 juli. Han skrev på ett 4,5-årskontrakt med Malmö FF. Olsens första start efter återkomsten blev i den allsvenska matchen mot IFK Norrköping den 12 juli 2025.

## Landslagskarriär

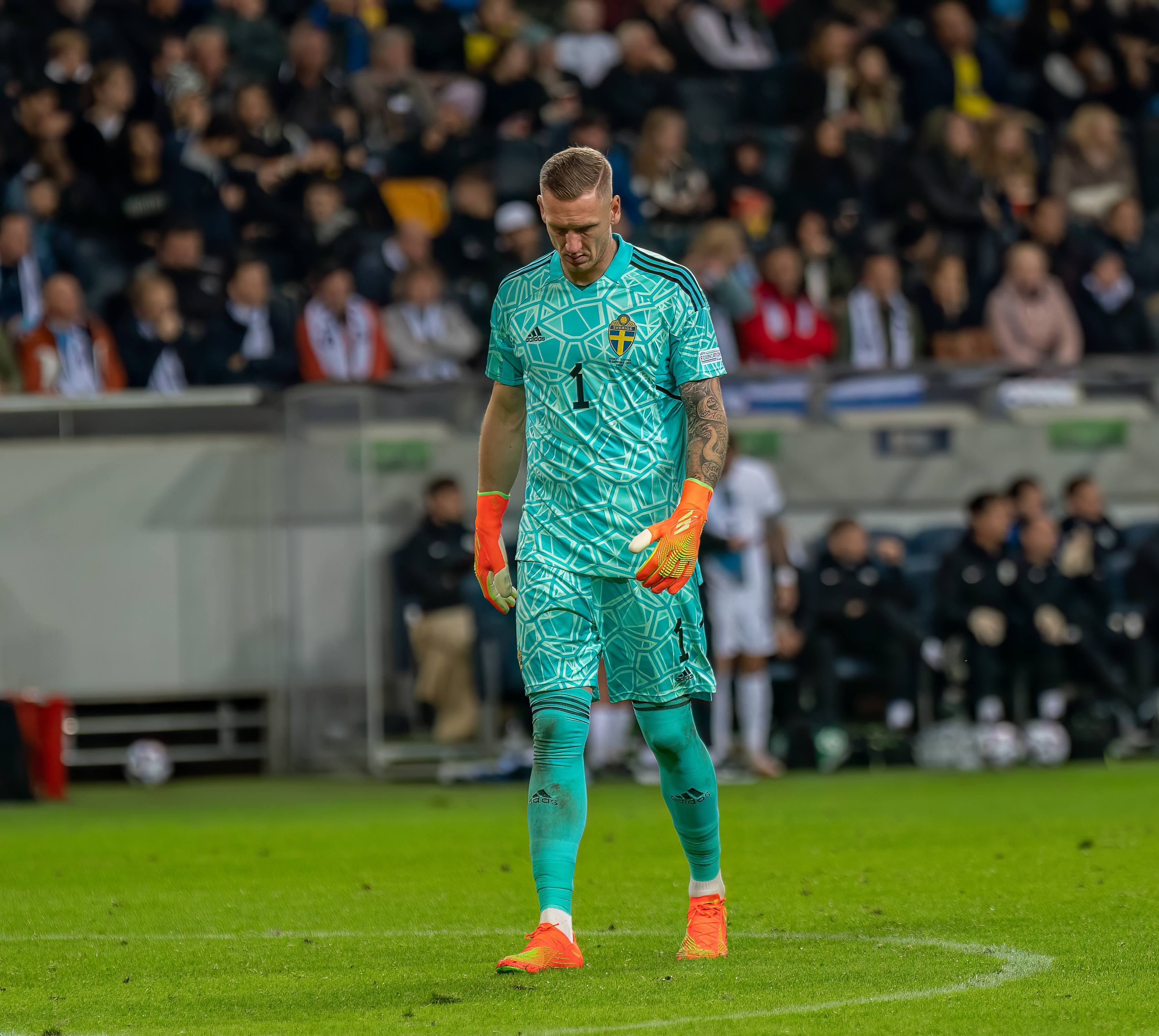
Olsen mot Slovenien, 2022

Olsen hade danskt medborgarskap fram till 2014. Han föddes i Sverige men hans familj kommer från Danmark. Och innan Robin Olsen officiellt blev svensk medborgare inför landslagets januariturné 2015 blev han uppvaktad av både det svenska och det danska landslaget. Den 15 januari 2015 debuterade han för Sverige i en vänskapslandskamp mot Elfenbenskusten.
Olsen var reserv i den svenska truppen i EM 2016. Isaksson slutade efter mästerskapet, och Olsen tog sedan över som förstemålvakt I landslaget och stod i alla kvalmatcher till VM 2018. 
Olsen storspelade när Sverige blev klart för fotbolls-VM 2018 efter två playoff-matcher mot Italien. I och med att Sverige vann hemmamatchen med 1-0 räckte det med oavgjort i returen för att Sverige skulle ta VM-biljetten. Italien radade upp chanser men målvakten Robin Olsen stod i vägen.
Han spelade i Sveriges alla 5 matcher i VM-2018. Under VM släppte Olsen in fyra mål totalt, varav två mot Tyskland och två mot England.
Olsen startade i samtliga Sveriges matcher i EM 2020. Han hade missat de två inledande VM-kvalmatcherna mot Georgien och Kosovo på grund av skada, men var tillbaka som självskriven förstemålvakt i övriga kvalmatcher till både VM 2022 och EM 2024. Två mästerskap som blev utan Sveriges medverkan.